# Fannia vittata
Fannia vittata är en tvåvingeart som beskrevs av Malloch 1912. Fannia vittata ingår i släktet Fannia och familjen takdansflugor. Inga underarter finns listade i Catalogue of Life.